# Atrypsiastis salva
Atrypsiastis salva är en fjärilsart som beskrevs av Edward Meyrick 1932. Atrypsiastis salva ingår i släktet Atrypsiastis och familjen vecklare. Inga underarter finns listade i Catalogue of Life.